# 高鈴山
高鈴山（たかすずやま）は、茨城県日立市と常陸太田市の境に位置する山。標高は、623m。

## 概要
北の神峯山（598m）から高鈴山を通り、多賀山地南端の風神山（241.9m）にかけての稜線が、高鈴県立自然公園に指定されている。
多賀山地南部の最高峰で、関東平野側から見える一番高い山で、隣の神峯山が尖峰であるのに対し、なだらかな山容である。特徴の無い形だが、山頂にレーダー雨量観測の巨大なコンクリート製の塔が立っているのが目印である。山頂まで舗装林道が敷設されており、車両での登頂も可能である。山頂には、展望台、一等三角点、天測点、トイレ、駐車場などがあり、雨量観測塔のほか、電波中継塔などが林立している。
人工物が多くて興をそぐが、展望はすばらしく、筑波山・加波山など、北方は、茨城県北部の山並み（奥久慈男体山や八溝山など）や、遠景に、那須連山まで見渡せる。
高鈴山は、花の百名山に選定されていて、代表する花としてセンブリが紹介されている。
山頂の北に続く尾根に、御岩山があり、岸壁や奇岩となっている。

## 地形・地質
高鈴山は神峯山とともに、多賀山地（阿武隈高地の茨城県部分）南部の主峰となっている。
高鈴山一帯の地質は、日立変成岩とよばれる古生代・石炭紀 - ペルム紀の火山岩起源の緑色片岩や石英片岩などの結晶片岩からなる。高鈴山山頂部分や、御岩山への尾根は、緑色片岩よりやや硬い石英片岩からできている。
高鈴山山頂部分は、古い時代に形成された阿武隈高地の小起伏面の残丘にあたり、なだらかである。一方、山の北側の宮田川流域にあたる御岩山への稜線は、最近2万年以降の侵食復活により、やせ尾根になっている。

## 日立鉱山
高鈴山北面の宮田川上流の結晶片岩地域には、黄鉄鉱や黄銅鉱を産出する含銅硫化鉄鉱床があり、江戸時代には赤沢銅山(日立村）といわれていた。
明治になり1905年に、久原房之助が赤沢銅山を再興し、日本屈指の銅鉱山の日立鉱山に発展した。本山地区が採掘の中心で、高鈴山地下では、本坑・赤沢・高鈴鉱床があった。本山地区を中心に、鉱山集落が発達し、鉄道も引かれ、日立市の鉱工業発展の発祥の地となった。太平洋戦争から戦後にかけて最盛期を迎え、7,000余人がこの山中に住んでいたが、1981年に、資源枯渇により日立鉱山は閉山した。1929年以降は日本鉱業（現在のJX金属）の経営下にあった。
鉱山閉山後、日立鉱山の鉄道や施設は撤去され、集落も消滅し、元の自然の山に戻っている。本山地区の再開発による「日立市もとやま自然の村」は休憩・宿泊施設の整った市民憩いの広場である（現在は閉鎖）。鉱山本坑跡には「日鉱記念館」が建てられ、鉱山の在りし日の姿を展示している。

## 御岩山
古くは『常陸国風土記』に「賀毘禮（かびれ）の峰」として述べられている信仰の山で、もともとは修験道の山であった。山麓に徳川光圀なども参拝した御岩神社（江戸時代は御岩山大権現）があり、山頂には奥の院がある。近年、その岸壁がロッククライミングの場にされ、御神体へのボルト打ち許可使用が頻発していた。2014年頃から「山雀」を名乗るハイカー等が無許可整備、違法ルート案内が横行し2015年頃から登山者や一般人による植物、岩石の盗掘損傷、ペンキ塗り、事故、遭難が多発した。山頂付近の岩場は地権者、行政、警察の協議により立ち入りが禁止されている（ロッククライミング、ボルダリングも含め禁止）。
神社には、県指定天然記念物「御岩神社の三本杉」がある。

## 登山道
- 本山トンネルから御岩山経由で、登るルート。
- 風神山から尾根づたいにくるルート。
- 茨城県道37号日立常陸太田線から分岐する林道を登るルート（林道は山頂まで延びており、自動車やバイク・自転車などの車両でも登頂することができる）。

## 施設
- 山頂付近には国土交通省関東地方整備局常陸河川国道事務所のレーダー雨量計と多重無線回線・テレメータ観測の無人中継所がある[5][6]。
- 一等三角点がある[7]。
- LuckyFM茨城放送のFM補完中継局・日立局が設置されている。

## ギャラリー

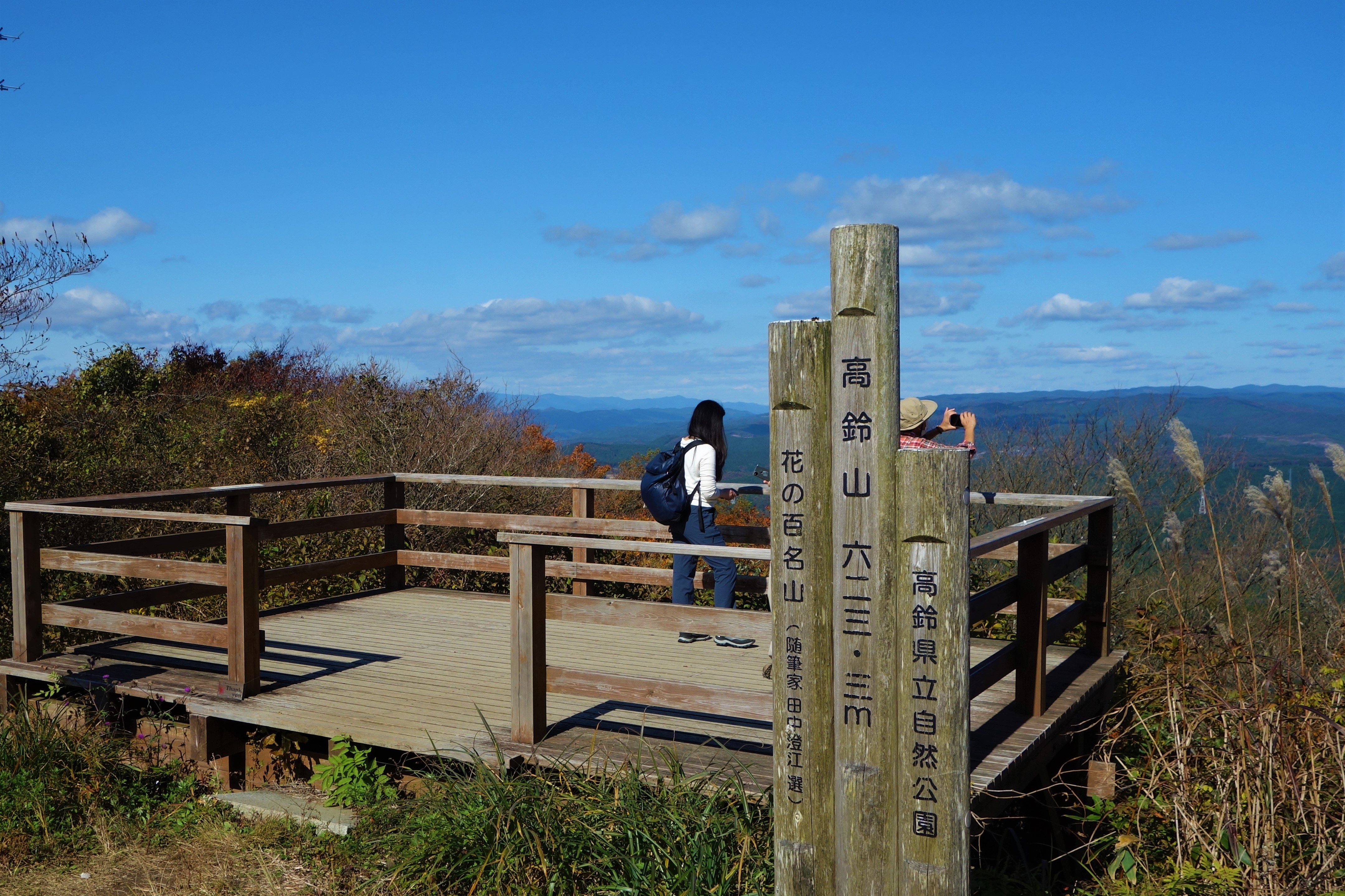
高鈴山の展望台
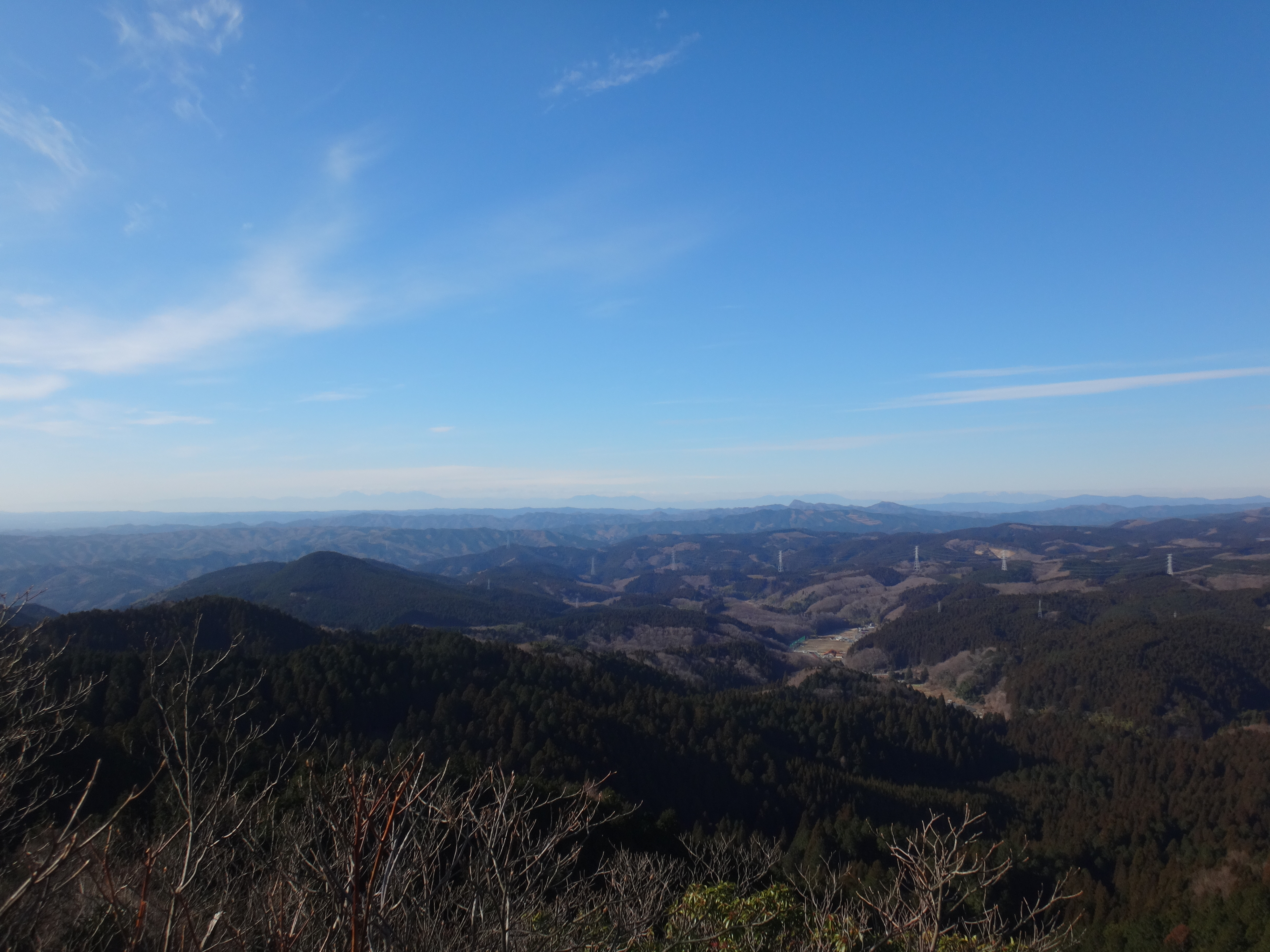
御岩山からの眺望（遠く那須連峰等が望める）
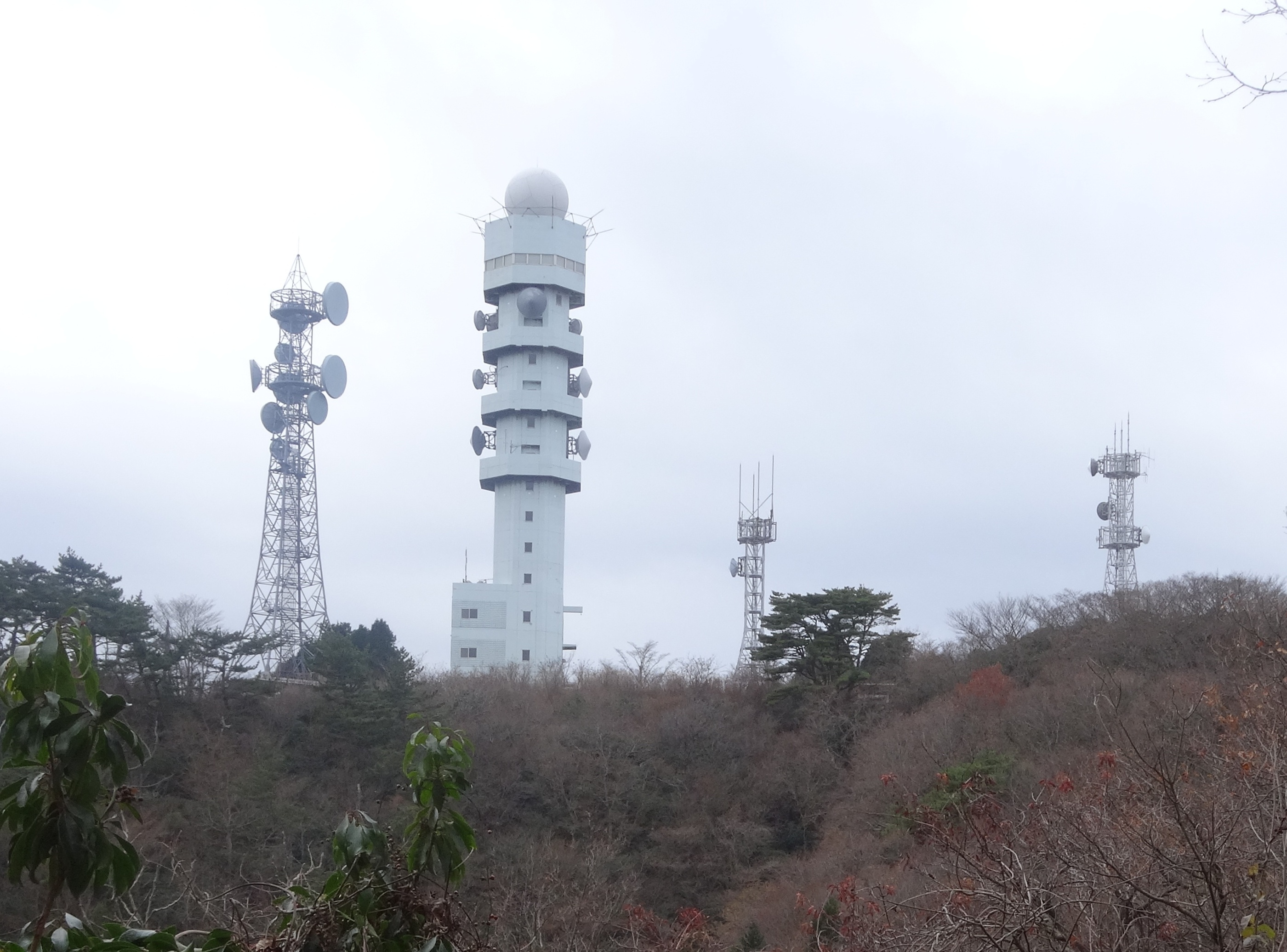
山頂のレーダー雨量観測所及び行政防災無線等の中継局群
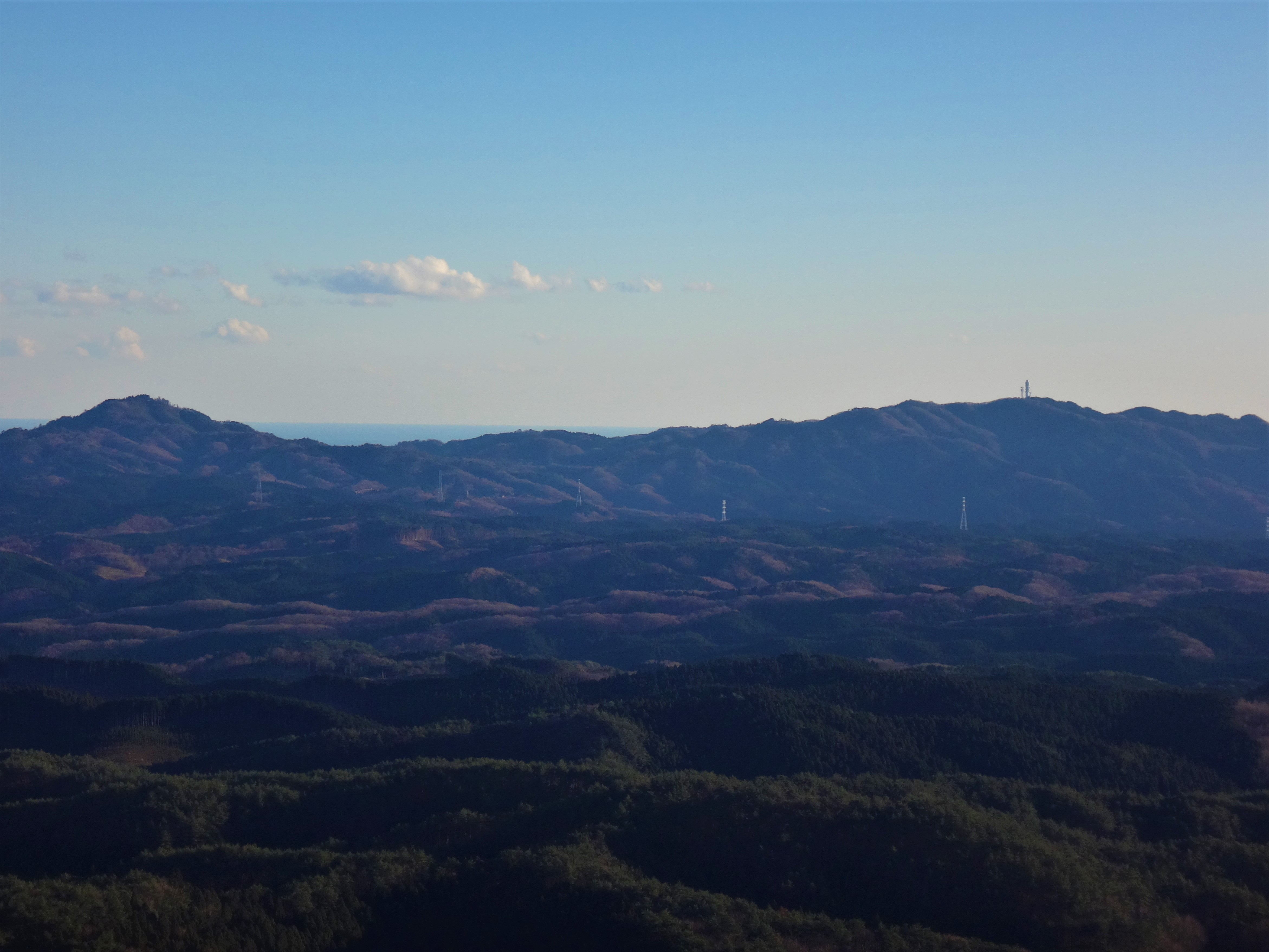
竪破山から神峰山（左）と高鈴山（右）を望む

## 周辺
- 神峯山
- 御岩神社
- 日鉱記念館